# Melolobium villosum
Melolobium villosum är en ärtväxtart som beskrevs av Hermann August Theodor Harms. Melolobium villosum ingår i släktet Melolobium och familjen ärtväxter. Inga underarter finns listade i Catalogue of Life.